# Colección canónica Novara

## Colecciones canónicas en general
Las colecciones canónicas son un conjunto de normas disciplinadas que promulgan los concilios en contraposición a las leyes civiles. Dichas colecciones expresan y transmiten las fuentes materiales del Derecho Canónico.
Hasta la formación del Corpus Iuris Canonicis, las colecciones son obra de compiladores privados que reúnen los textos del Derecho Canónico de forma empírica, según diversos criterios, recogiendo desde discusiones teológicas hasta exhortaciones morales o documentación histórica.

## Orígenes de la colección canónica novara
La colección canónica Novara pertenece a ese grupo de fuentes canónicas, surgido en la España Visigoda, con la pretensión de asegurar la unidad normativa de la legislación eclesiástica. Durante la etapa visigoda la actividad conciliar fue muy intensa, en Hispania se celebraron varios concilios, de uno de los cuales surgió la Colección Canónica Novara (c.550) de mediados del siglo VI.
La colección canónica Novara se denomina así por conservarse en un manuscrito conservado en dicha ciudad italiana, se debió formar hacia el 550 en su primera edición, reelaborada casi un siglo después, en el 638.